# Björn Rietz
Björn Valdemar Rietz, född 23 maj 1956, är en svensk copywriter.

## Karriär
Rietz utbildade sig på IHR. Innan dess läste han psykologi, creative writing och engelska vid UCSD 1978-79 (University of Calfornia, San Diego) Reklamkarriären inleddes år 1984 på Alinder & Co och fortsatte senare till Aggerborgs. Inför 1989 ledde han en nylansering av resekonceptet Club 33 och Hotel 33.
År 1990 grundade han reklambyrån Paradiset i Stockholm tillsammans med tidigare studiekamraterna Joakim Jonason, tidigare marknadschef på H&M och Stefan Öström, tidigare på IKEA och Hans Brindfors Annonsbyrå. Byrån fick snart ansvar för klädmärket Diesels globala marknadsföring och skulle få renommé som nyskapande under 1990-talet. I januari 1993 såldes aktiemajoriteten till DDB Needham. Paradiset rönte publika framgångar bl a med reklamkoncept för OLW Chips (”Har ni fest, eller?” och ”Var e brudarna?”) samt för Norrlands Guld öl (”Varför inte vara dig själv för en stund?”).
Rietz vann tre guldägg under tiden på Paradiset, ett för Thomson Holidays 1998 och två för Diesel 2000 och 2001.
Rietz har även vunnit Grand Prix i europeiska reklamtävlingen Epica för Thomson Holidays, Grand Prix i Cannes Lions för Diesel Grand Prix i Eurobest samt guld i Clio Awards (USA) och guld i Eurobest. 
År 2003 blev Rietz Executive Creative Director på DDB Melbourne samt innehade även rollen som Vice Chairman för DDB Australia. År 2005 återvände han till den gamla byrån i Stockholm, som nu hunnit byta namn till DDB Stockholm.
Den 1 mars 2009 blev han vd för Sveriges Reklamförbund, som snart bytte namn till Sveriges Kommunikationsbyråer vilket Rietz förkortade till Komm. Han sade upp sig från Komm redan i december 2009.
Efter att ha lämnat Komm var Rietz, via egna bolaget RIETZ Works AB (tidigare bolagsnamn Eyes Wide Open AB), kreativ ledare på reklambyrån Gyro och därefter anlitades av Media Markt för att leda varuhusets in-housebyrå. Åren 2015 – 2024 var Rietz krönikör för Resumé.
Idag delar Rietz sin tid mellan att ta frilansuppdrag inom kommunikation och skriva krönikor för tidningen Svensk bokhandel, samtidigt som det begynnande författarskapet ges stort utrymme.
Hösten 2020 släppte Rietz sin första roman En Perfekt Affär, (kaunitz-olsson förlag). Romanen skildrar hur riskkapitalisten Ruben Andersson spekulerar i att köpa upp sjukhus i Australien och lägga ner dem för att sälja av den dyrbara marken men får samvetskval.
Den andra romanen (i en svit om tre), En perfekt mardröm, utkom sommaren 2023 (Kaunitz-Olsson förlag). Romanen består till en början av två berättelser varav en skildrar hur två judiska flickor mirakulöst undkommer förintelsen, och den andra hur huvudpersonen utsätts för ett karaktärsmord av en välgörenhetsorganisation. Sambanden blir uppenbara mot slutet av boken när de två berättelserna vävs samman.

## Familj
Björn Rietz är sedan 1994 gift med produktionsledaren Yvonne Rietz (född Lindström).